# Bad Boy’s Greatest Hits
Bad Boy’s Greatest Hits – wydana 13 października 1998 roku składanka zawierająca utwory wykonawców z wytwórni Bad Boy Records.

## Lista utworów
1. „Mad Rapper Intro”
2. „Can’t You See” (Total)
3. „Flava In Ya Ear (Remix)” (Craig Mack ft. Notorious B.I.G., Rampage, Busta Rhymes & LL Cool J)
4. „You Used To Love Me” (Faith Evans)
5. „Too Old For Me” (Jerome)
6. „Mad Rapper Interlude”
7. „Can’t Nobody Hold Me Down” (Puff Daddy & The Bad Boy Family)
8. „Feel So Good” (Ma$e)
9. „Money, Power, Respect” (The Lox ft. DMX & Lil’ Kim)
10. „Mad Rapper Interlude”
11. „Only You (Bad Boy Remix)” (112)
12. „One More Chance/Stay With Me (Remix)” (Notorious B.I.G.)
13. „It’s All About The Benjamins” (Puff Daddy & The Bad Boy Family)
14. „Mad Rapper Outro”